# Église Saint-Ludre d'Augy-sur-Aubois
L'église Saint-Ludre est une église catholique située sur la commune d'Augy-sur-Aubois, dans le département du Cher, en France.

## Historique
L'édifice est classé au titre des monuments historiques par arrêté du 20 février 1959.